# قيادة الجيش الألماني في الغرب

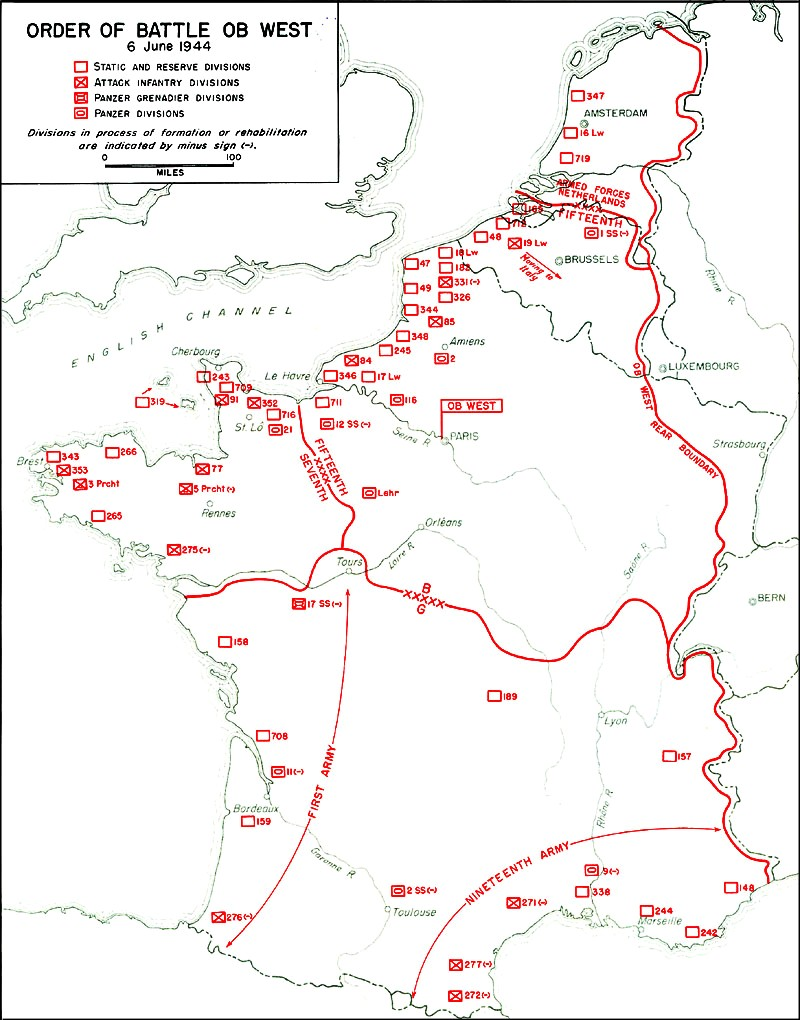

قيادة الجيش الألماني في الغرب ( Oberbefehlshaber West) (بالألمانية: بالاحرف الأولى من OB West ) هي القيادة العامة للجبهة الغربية، والقوات المسلحة الألمانية على الجبهة الغربية خلال الحرب العالمية الثانية. كانت تابعة مباشرة للقيادة العليا للقوات المسلحة الألمانية. تباينت المنطقة تحت قيادتها مع تقدم الحرب. في أقصى مدى وصلت إلى ساحل المحيط الأطلسي الفرنسي. بحلول نهاية الحرب العالمية الثانية في أوروبا، تم تقليصها إلى قيادة قوات في بافاريا.